# Iwan Bzyrin
Iwan Wasiljewicz Bzyrin (ros. Иван Васильевич Бзырин, ur. 1908 we wsi Ugołki w guberni moskiewskiej, zm. 1 sierpnia 1944) – funkcjonariusz radzieckich organów bezpieczeństwa, pułkownik, szef Zarządu NKWD/NKGB obwodu czkałowskiego (obecnie obwód orenburski) w latach 1938–1942.

## Biografia
Od października 1930 do października 1935 w Armii Czerwonej, słuchacz szkoły pułkowej w Moskiewskim Okręgu Wojskowym, od maja 1932 w WKP(b). Od marca do czerwca 1932 słuchacz kursów doskonalenia kadry dowódczej wojsk zmechanizowanych Moskiewskiego Okręgu Wojskowego, od października 1935 do czerwca 1938 studiował w Szkole Wojskowo-Politycznej Leningradzkiego Okręgu Wojskowego. Od czerwca do września 1938 pracował w Centralnym Archiwum NKWD ZSRR, od września do grudnia 1938 pełnomocnik operacyjny Wydziału IV Głównego Zarządu Bezpieczeństwa Państwowego, od 25 września 1938 młodszy porucznik bezpieczeństwa państwowego. Od 22 grudnia 1938 do 26 lutego 1941 szef Zarządu NKWD obwodu czkałowskiego, od 21 lutego 1939 kapitan bezpieczeństwa państwowego, od 26 lutego do 31 lipca 1941 szef Zarządu NKGB obwodu czkałowskiego, od 31 lipca 1941 do 11 sierpnia 1942 ponownie szef Zarządu NKWD obwodu czkałowskiego. Od sierpnia do października 1942 w dyspozycji Zarządu Kadr NKWD ZSRR, od 3 października 1942 do 1943 szef Wydziału Specjalnego NKWD 14 Armii, od 1943 do śmierci zastępca szefa Wydziału Kontrwywiadu 31 Armii 2 Frontu Białoruskiego, od 11 lutego 1943 podpułkownik, a od 26 maja 1943 pułkownik. 
Zginął na froncie.

## Odznaczenia
- Order Wojny Ojczyźnianej II klasy (29 czerwca 1945, pośmiertnie)
- Order Czerwonej Gwiazdy (28 października 1943)
- Order „Znak Honoru” (26 kwietnia 1940)

I medal.